# Charmion King
Charmion King (* 25. Juli 1925 in Toronto, Ontario; † 6. Januar 2007 in Toronto, Ontario) war eine kanadische Schauspielerin, die vorwiegend am Theater arbeitete, aber auch Rollen in Film, Funk und Fernsehen spielte. Sie gilt als Grand Dame des kanadischen Theaters mit einer fast 60 Jahre währenden künstlerischen Karriere.
Charmion King wurde noch während ihres Schauspielstudiums an der University of Toronto, 19-jährig von einem Talentsucher der Warner Bros.-Studios zu Probeaufnahmen eingeladen, nachdem dieser sie bei einer Universitätsproduktion gesehen hatte. King schlug das Angebot jedoch aus und spielte stattdessen vornehmlich auf der Bühne. 1947 erlangte sie mit der Hauptrolle der St. Joan in der zum Universitätsgelände gehörenden Hart House Theatre große Aufmerksamkeit und startete im Anschluss ihre Bühnenkarriere. Über Auftritte an kanadischen Theatern, gelangte sie an Spielstätten in Großbritannien und den Vereinigten Staaten, wo sie 1960 erstmals am Broadway in Robertson Davies’ Stück Love and Libel unter der Regie von Sir Tyrone Guthrie spielte. Ihre bevorzugte Wirkungsstätte blieb allerdings ihr Heimatland, wo sie auch ihre größten Erfolge feierte.
Neben ihrer Bühnentätigkeit arbeitete sie auch für das Fernsehen, hier vor allem für die CBC. 1962 lernte die Schauspielerin während einer Inszenierung von Die Verrückte von Chaillot am Torontoer Crest Theater ihren späteren Ehemann, den Schauspieler Gordon Pinsent, kennen. Die beiden verliebten sich, heirateten und bekamen eine gemeinsame Tochter, Leah Pinsent, die ebenfalls Schauspielerin wurde. 
1996 wurde Charmion King für das Fernsehdrama Broken Lullaby beim Gemini Award nominiert.

## Filmografie (Auswahl)
- 1963: Indian River (Fernsehserie, 1 Folge)
- 1985: Anne auf Green Gables (Anne of Green Gables, Fernsehvierteiler, 2 Folgen)
- 1988: Unbekannte Dimensionen (The Twilight Zone, Fernsehserie, 1 Folge)
- 1988–1989: Katts und Dog (Katts and Dog, Fernsehserie, 3 Folgen)
- 1997: PSI Factor – Es geschieht jeden Tag (PSI Factor – Chronicles of the Paranormal, Fernsehserie, 1 Folge)
- 1998: Die letzte Nacht (Last Night)
- 2000: Twitch City (Fernsehserie, 1 Folge)